# Pseudogamie
Unter Pseudogamie (deutsch: „Scheinbefruchtung“) versteht man in der Botanik eine Befruchtung ohne Gameten („Agamospermie“), die jedoch einer Bestäubung als Auslöser bedarf. Die Bestäubung liefert nur ein chemisches Signal, das die asexuelle Vermehrung (Apomixis) in Gang setzt. 
Der Begriff wurde von Wilhelm Olbers Focke eingeführt (Pflanzen-Mischlinge 1881).